# ذباب طويل الأرجل
ذباب طويل الأرجل أو طويلات الأرجل (الاسم العلمي: Dolichopodidae)،هي فصيلة كبيرة (العدد) عالمية الانتشار من الذباب الحقيقي تضم أكثر من 7000 نوع موصوف في حوالي 230 جنس. جنس ذبابة طويلة الأرجل هي الأكثر عددًا، مع حوالي 600 نوع.